# La Coupole
La Coupole (označována německy jako Bauvorhaben 21 nebo Schotterwerk Nordwest) je podzemní komplex v severní Francii, vybudovaný Němci v letech 1943 a 1944 jako odpalovací základna pro rakety V-2. Komplex se nachází v departementu Pas-de-Calais asi 40 km od francouzského pobřeží a zhruba 200 km vzdušnou čarou od Londýna, na který měly rakety směřovat. 
Komplex byl vybudován v bývalém křídovém lomu u obce Wizernes. Zvenčí je viditelná ohromná betonová kopule, pod níž je v podzemí ukryta rozsáhlá síť chodeb, prostor pro posádku a pro uložení raket, hlavic a paliva. 
La Coupole byla masivně bombardována Spojenci během operace Crossbow. Pevnost sama byla sice velice bytelná, byla však vybudována v měkkém křídovém lomu. Spojenci ji obsadili v září 1944. Na příkaz Winstona Churchilla byla částečně zničena, aby už nemohla být využita jako vojenská základna. Do poloviny 90. let zůstala opuštěná, v roce 1997 byla jako muzeum otevřena pro veřejnost. Návštěvníky seznamuje s německou okupací Francie za druhé světové války, projekty zbraní odplaty V-1, V-2 a V-3, ale také historií vesmírného výzkumu. 

## Historie

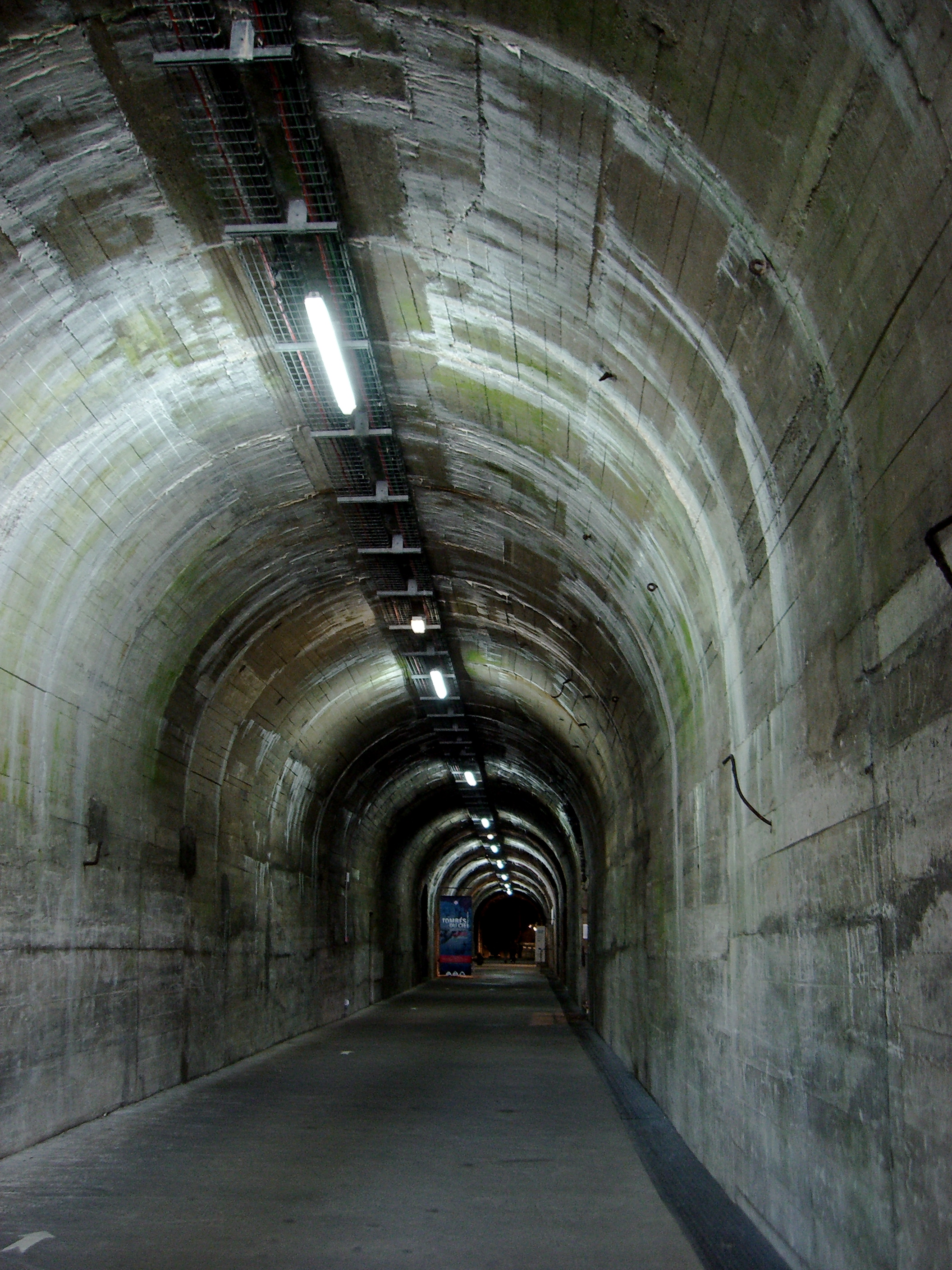
Železniční tunel Ida

V březnu 1943 nařídil Hitler výstavbu bunkru u obce Watten v departementu Nord, která se nachází cca 15 km od La Coupole. Stavbu však brzy zpozorovali Spojenci a 27. srpna 1943 při náletu stavbu ještě před dokončením zničili.
Nacisté tak museli najít novou lokalitu a volba padla na starý lom u Wizernes, kterým procházela vlaková trať Boulogne-sur-Mer – Saint-Omer. Z trati zřídili odbočku, tunel Ida, který procházel komplexem tak, aby jím vlaky mohly projíždět bez nutnosti otáčení nebo couvání. Náklad zde z vlaků byl vyložen a transportován do dalších tunelů nazvaných Mathilde a Hugo. Na ně byla napojena série dalších bočních tunelů sloužících jako úložiště raket V-2. 
Centrem komplexu byla obrovská místnost na oktagonálním půdorysu. Na západní straně se otevírala dvěma směry v tunelech Gustav a Gretchen, ze kterých měly být odpalovány rakety. Oba měly být chráněny branami z oceli a betonu, které budou odolné proti bombám. Jejich výška měla dosahovat minimálně 17 metrů a šířka 4 metrů. 

## Plány

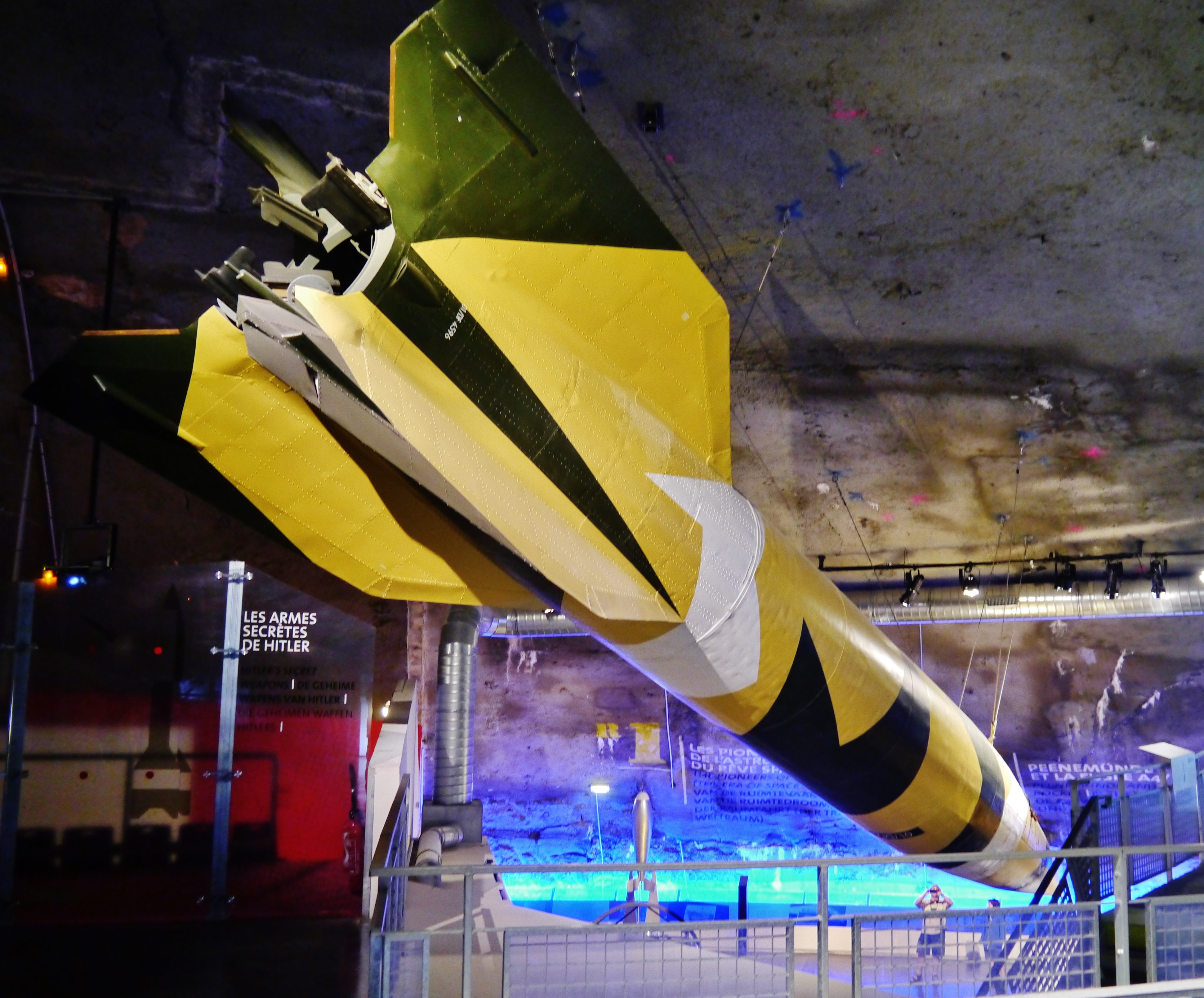
Raketa V-2 v muzeu La Coupole

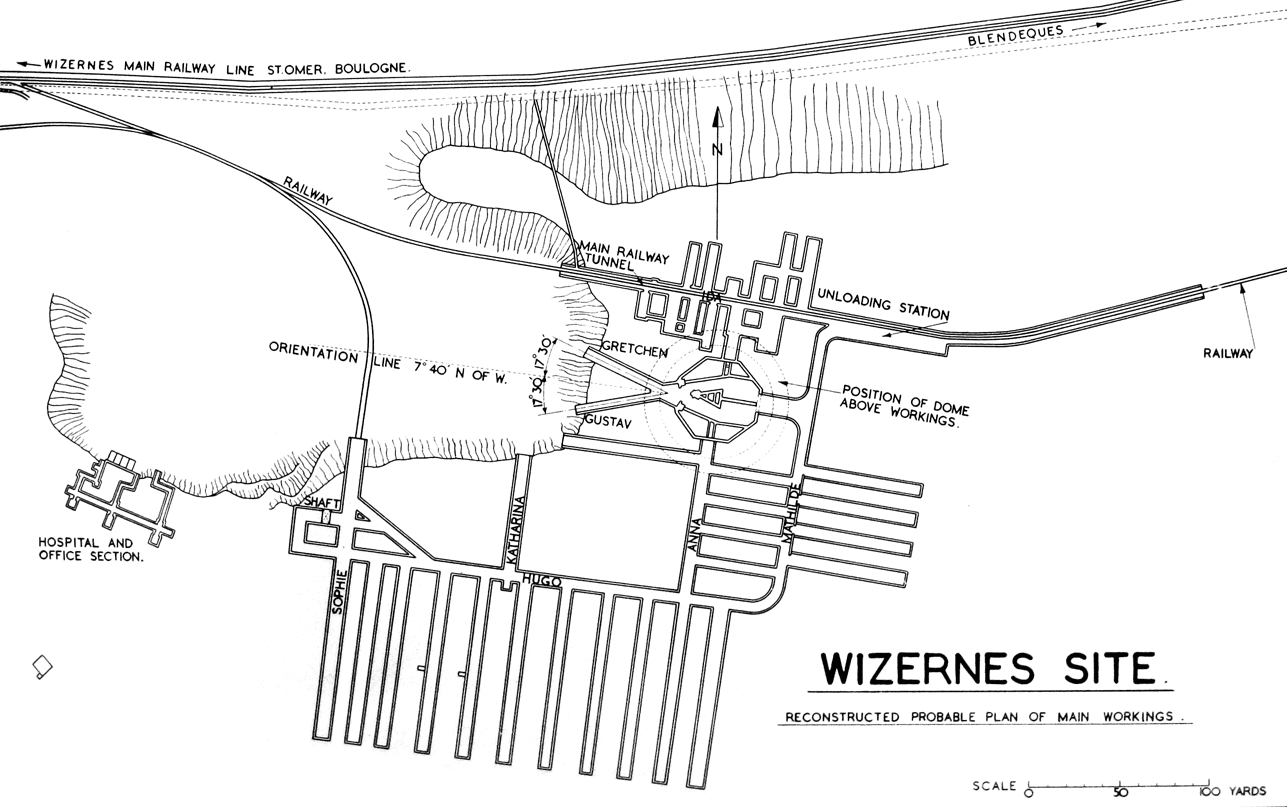
Plán podzemního komplexu
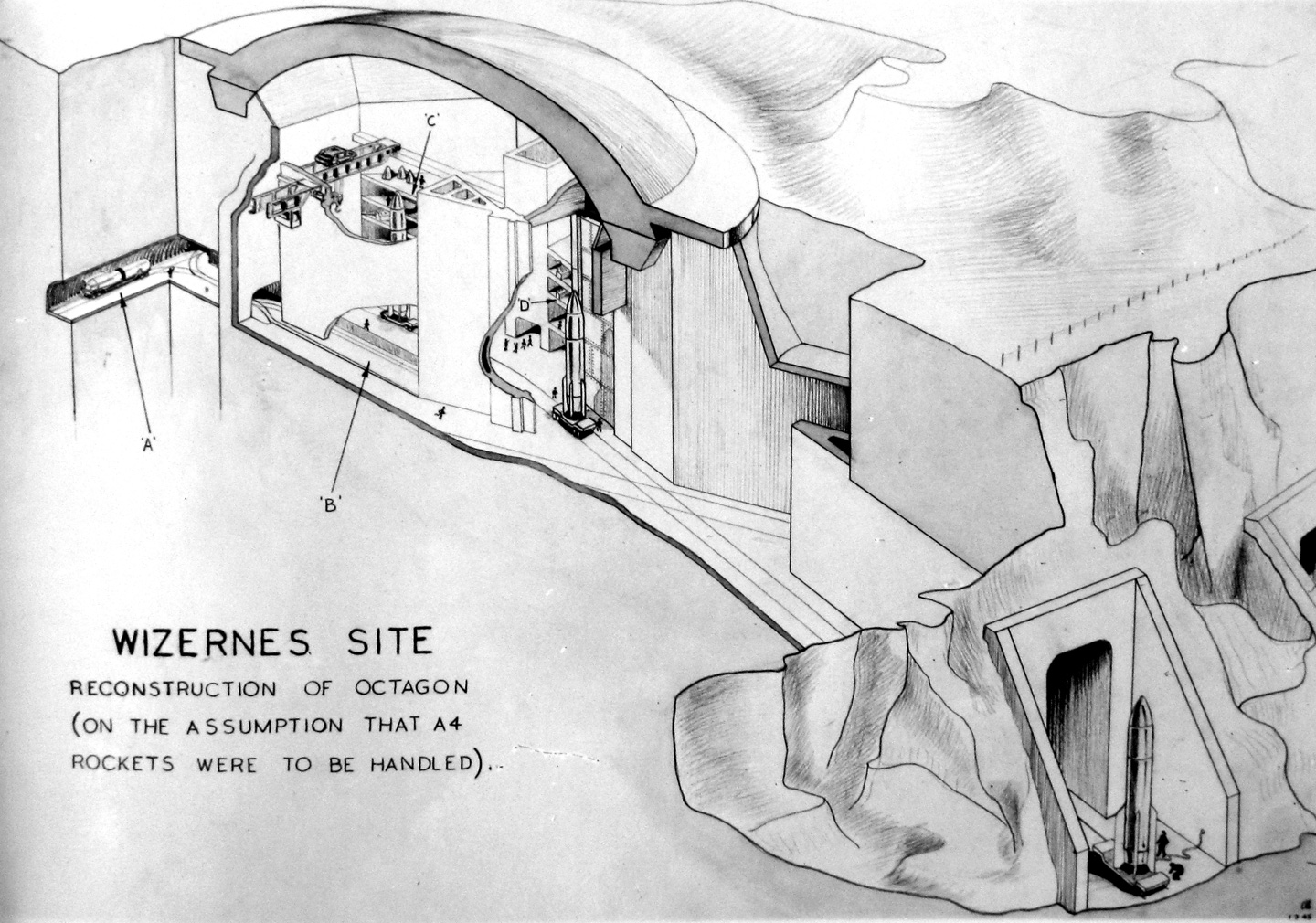
Příčný řez